# Озёрный (Белоярский муниципальный округ)
Озёрный — посёлок в Белоярском районе Свердловской области России. Входит в Белоярский муниципальный округ.
Ранее посёлок входил в состав Студенческого сельсовета Белоярского района.

## География
Посёлок Озёрный расположен на северо-восточном берегу Чернобровского озера, в 9 километрах к юго-западу от посёлка Белоярского.

### Часовой пояс
Озёрный, как и вся Свердловская область, находится в часовой зоне МСК+2. Смещение применяемого времени относительно UTC составляет +5:00.

## Население
| 2002 | 2010 | 2021 |
| ---- | ---- | ---- |
| 2    | ↗4   | ↗8   |

## Инфраструктура
В посёлке Озёрном 13 улиц: Белореченская, Вишнёвая, Власовой, Дачная, Луговая, Малиновая, Николаевская, Никольская, Озёрная, Полевая, Садовая, Сахалинская и Трактовая.